# 屋我地村
屋我地村（やがじそん）は、1946年 - 1970年に琉球政府（現在の沖縄県）国頭郡にあった村で、屋我地島一円を村域としていた。
現在は名護市の一部で、屋我地地域（屋我地支所管内）として一地域として位置づけている。村役所は饒平名（よへな）に置かれた。

## 沿革
屋我地島はもともと羽地間切、1908年の島嶼町村制以降は羽地村の一部だったが、多くが犠牲になった沖縄戦の戦後復興をいち早く進めるため、1946年5月16日、羽地村から分離し屋我地村が誕生した。
最大の課題は当時今帰仁村の運天港との定期船しかなかった沖縄本島との架橋・屋我地大橋の建設で、1953年に初代の橋が完成したものの、7年後の1960年のチリ地震による大津波で流失。1963年に2代目の橋が完成、3代目となる現在の橋が開通する1993年まで30年間使用された。
しかし過疎化による人口減少で、村としての存続することが難しくまた周辺町村との合併で沖縄本島北部の中核としての機能を強化するため、1970年8月1日に名護町・屋部村・久志村・羽地村と合併、名護市となり屋我地村は消滅した。村役所は名護市屋我地支所となった（屋我地支所は2016年に移転し、村役所時代からの旧庁舎は解体された）。

## 隣接していた自治体
- 羽地村（現在の名護市）
- 今帰仁村